# Doi Chang Moob
De Doi Chang Moob (Thai: ดอยช้างมูบ) is een 1500 meter hoge berg in de Ban Pha Hee en Mae Fa Luang in Thailand. Het is de hoogste berg van het Nang Nawn-gebergte. Op de Doi Chang Moob ligt het Mae Fa Luang Arboretum.
De naam van de berg komt van een rots die op een geknielde olifant (Chang Moob) lijkt.